# Proto-orthodox christendom

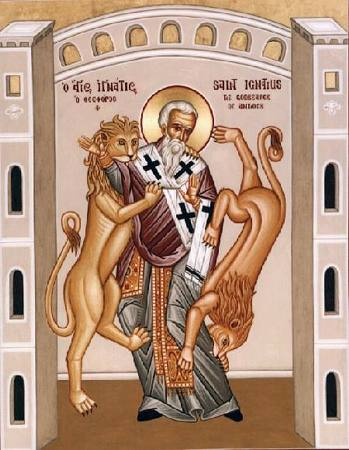
Ignatius van Antiochië, een van de apostolische vaders, was de derde Patriarch van Antiochië, een leerling van Johannes de Apostel. Onderweg naar zijn martelaarsdood in Rome schreef Ignatius een reeks exemplarische vroegchristelijk-theologische brieven over bijvoorbeeld de sabbat, het bisschopsambt en kritiek op de zogeheten "Judaïzers".

De term proto-orthodox christendom  of proto-orthodoxie, gemunt door nieuwtestamenticus Bart D. Ehrman, beschrijft de vroegchristelijke beweging die uitgroeide tot de christelijke orthodoxie. Ehrman betoogt dat deze groep, vanaf het moment dat zij eind 3e eeuw prominent was geworden, "haar tegenstanders onderdrukte, beweerde dat haar opvattingen altijd al het meerderheidsstandpunt vormden en dat haar rivalen altijd al 'ketters' waren geweest, die er moedwillig voor 'kozen' om het 'ware geloof' te verwerpen." Critici zoals Larry W. Hurtado verdedigen de opvatting dat het proto-orthodoxe christendom van alle christelijke groepen het meest in continuïteit stond met de eerste volgelingen van Jezus.

## Proto-orthodoxie versus andere christendommen
De door Ehrman gehanteerde definitie is als volgt: "'Proto-orthodoxie' verwijst naar de verzameling van [christelijke] opvattingen die dominant zou gaan worden in de 4e eeuw, waarin geloofd werd door mensen vóór de 4e eeuw.":7:57
Ehrman bouwt voort op de these van de Duitse nieuwtestamenticus Walter Bauer (1877–1960), uiteengezet in zijn hoofdwerk Rechtgläubigkeit und Ketzerei im ältesten Christentum (1934). Bauer hypotheseerde dat de Kerkvaders, vooral Eusebius van Caesarea in zijn Kerkelijke geschiedenis, "geen objectief verslag had gegeven over de verhouding tussen de vroegchristelijke groepen." In plaats daarvan zou Eusebius "de geschiedenis van de vroegchristelijke conflicten hebben herschreven op een manier die de overwinning rechtvaardigde van de orthodoxe partij die hij zelf vertegenwoordigde.":11:42 Eusebius beweerde dat orthodoxie rechtstreeks voortkwam uit de leerstellingen van Jezus en zijn vroegste volgelingen en altijd al de opvatting van de meerderheid van de kerken was geweest; daartegenover werden alle andere christelijke opvattingen afgedaan als "ketterijen", dat wil zeggen, moedwillige verdraaiingen van de waarheid, die enkel werden gevolgd door kleine aantallen minderheden.
In de Moderne Tijd hebben geleerden echter een groot aantal niet-orthodoxe vroegchristelijke geschriften ontdekt, die geleidelijk aan het traditionele Eusebiaanse relaas ter discussie stelden. Bauer was de eerste die suggereerde dat hetgeen wat later bekend zou komen te staan als de "orthodoxie" oorspronkelijk slechts een van vele vroegchristelijke bewegingen was (zoals de ebionieten, gnostici en marcionisten), die er echter in slaagde om alle belangrijke tegenstanders te elimineren tegen het einde van de 3e eeuw, en zich als de orthodoxie wist te vestigen op het Eerste Concilie van Nicea (325) en daaropvolgende oecumenische concilies. Volgens Bauer waren de vroege Egyptische kerken grotendeels gnostisch, de 2e-eeuwse kerken in Klein-Azië waren grotendeels marcionistisch enzovoort. Maar omdat de kerk in de hoofdstad Rome "proto-orthodox" was (in Ehrmans termen), betoogde Bauer dat zij strategische voordelen hadden ten opzichte van alle andere bewegingen vanwege hun nabijheid tot het machtscentrum van het Romeinse Rijk.:13:43 Naarmate de Romeinse politieke en culturele elite zich bekeerde tot de lokaal beleden vorm van het christendom, begonnen ze hun autoriteit en middelen in te zetten om de theologie in andere gemeenschappen door het hele Rijk te beïnvloeden, soms met dwang. Bauer haalt de Eerste brief van Clemens aan als een vroeg voorbeeld van hoe de bisschop van Rome zich bemoeide met de kerk van Korinthe om zijn eigen proto-orthodoxe leer van de apostolische successie op te leggen en om een bepaalde groep van lokale kerkleiders te begunstigen ten nadele van een andere.:15:48

## Kenmerken
Volgens Ehrman heeft het proto-orthodoxe christendom aan latere generaties "vier evangeliën om ons vrijwel alles te vertellen wat we weten over het leven, de dood en opstanding van Jezus" overgeleverd en "aan ons het gehele Nieuwe Testament, zevenentwintig boeken, doorgegeven". Net zoals latere Chalcedonische opvattingen over Jezus, geloofden de proto-orthodoxen dat Christus zowel goddelijk als een mens was, niet twee helften die verenigd waren. Evenzo beschouwden ze God als drie personen: de Vader, de Zoon en de Heilige Geest, maar slechts één God.
Martelaarschap speelde een grote rol in proto-orthodox christendom, bijvoorbeeld Ignatius van Antiochië in het begin van de tweede eeuw. Keizerlijke autoriteiten arresteerden hem "klaarblijkelijk vanwege zijn christelijke activiteiten", veroordeelden hem tot de doodstraf door wilde dieren (damnatio ad bestias).
Hij uitte een vurig verlangen om te sterven, omdat hij verwachtte op deze manier "bij God te komen". In navolging van Ignatius zagen vele proto-orthodoxe theoretici het als een voorrecht om te sterven voor het 'ware' geloof. Het martelaarschap werd in feite een manier om ware gelovigen te onderscheiden van ketters. Als iemand niet bereid was om te sterven voor waar zij in geloofden, werden ze als niet aan het geloof toegewijd gezien.
Nog een facet van het geloof was de structuur van de kerk. Het was bij proto-orthodoxen gebruikelijk – zoals dat vandaag de dag nog steeds is – dat een kerk een leider had. Dat gold niet voor veel andere vroegchristelijke bewegingen. Ignatius schreef verscheidene brieven aan een aantal kerken om hen te instrueren de leiders (meestal de bisschoppen) alle problemen binnen de kerk te laten oplossen. Hij spoorde kerkleden aan om te luisteren naar de bisschoppen omdat zij de leiders waren: "Wees ondergeschikt aan de Bisschop net als aan het gebod. Wij hebben een duidelijke plicht om naar de bisschop op te kijken zoals naar de Heer zelf... U dient niets te doen behalve [met toestemming van] de bisschop." De proto-orthodoxe rol van de bisschop plaveide de weg naar de kerkelijke hiërarchieën die men heden ten dage nog steeds vaak ziet.
Een ander belangrijk aspect van proto-orthodox christendom betreft zijn opvattingen over de Joden en Joodse gebruiken. De Brief van Barnabas was voor proto-orthodoxen belangrijk: het onderwees dat de Joodse interpretatie van het Oude Testament onbehoorlijk letterlijk was, terwijl de Brief metaforische interpretaties aanbood als de waarheid. Dit ging bijvoorbeeld over de wetten over voedsel, vasten en de sabbat. Bovendien stelde de Brief dat het Oude Testament specifiek was geschreven om de komst van Jezus aan te kondigen en dat Christus' verbond niet alleen het Mozaïsche verbond verving, maar dat "de Joden altijd een valse religie hadden aangehangen".

## Standpunt van Ehrman

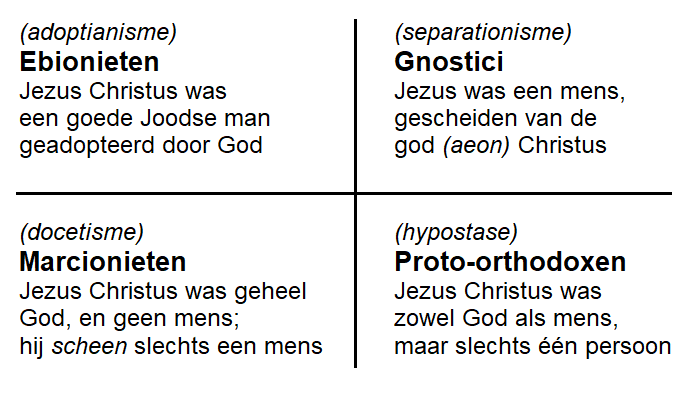
Ehrmans schematische overzicht van vier vroegchristelijke bewegingen, met de proto-orthodoxen.

Om de canon van het Nieuwe Testament te vormen uit uniek christelijke werken, doorliepen proto-orthodoxe christenen een proces dat begin 5e eeuw voltooid was in het westen. Bisschop Athanasius van Alexandrië schreef in zijn Paasbrief van 367 dezelfde lijst op van zevenentwintig nieuwtestamentische boeken zoals vastgelegd op het Concilie van Trente. Het eerste concilie de huidige canon van het Nieuwe Testament accepteerde zou het Concilie van Hippo (393) kunnen zijn geweest; de akten van dit concilie zijn echter verloren gegaan. Een korte samenvatting van de akten werd voorgelezen en goedgekeurd op de Concilies van Carthago van 397 en 419.
Ehrman meent dat "proto-orthodoxe christenen betoogden dat Jezus Christus zowel goddelijk als menselijk was, dat hij één wezen was in plaats van twee en dat hij zijn discipelen de waarheid had onderwezen." Deze opvatting dat hij "een eenheid is van zowel het goddelijke als het menselijke" (de hypostatische unie) is tegengesteld aan zowel het adoptianisme (dat Jezus alleen een mens was en door God was "geadopteerd", zoals de ebionieten geloofden) als het docetisme (dat Christus alleen goddelijk was en slechts een mens leek, zoals de marcionisten geloofden) als het separationisme (dat er in Jezus een eon zat die zich tijdens zijn kruisdood weer van hem afscheidde, zoals de meeste gnostici geloofden).:0:21
Volgens Ehrman wordt Jezus in de canonieke evangeliën getypeerd als een Joodse gebedsgenezer die zijn werk deed onder de mensen die in de lokale cultuur (tijdens de Herodiaanse Tetrarchie in Palestina) het meest veracht werden. Verslagen van wonderwerken waren niet ongebruikelijk gedurende een tijdperk "in de antieke wereld [waarin] de meeste mensen geloofden in wonderen, of tenminste in hun mogelijkheid."

## Kritiek
De traditioneel-christelijke opvatting is dat de orthodoxie ontstond om de overlevering die van de apostelen zelf was geërfd te codificeren en verdedigen. Hurtado betoogt dat Ehrmans "proto-orthodoxe" christendom verbonden was met, en afhankelijk van, de vroegste christelijke uiting van het geloof in de apostolische periode (ca. 30–100 n.Chr.):
...tot op een opmerkelijke hoogte vertegenwoordigt de vroeg-2e-eeuwse proto-orthodoxe toewijding aan Jezus een inspanning ter bewaring, eerbiediging, verspreiding en ontwikkeling van wat toen traditionele opvattingen van geloof en eerbied aan het worden waren, en die waren ontstaan in vroegere jaren van de christelijke beweging. Dat wil zeggen, proto-orthodox geloof neigde devotionele en confessionele tradities te bevestigen en ontwikkelen... Arland Hultgren heeft laten zien dat de wortels van de erkenning van deze geloofstradities in feite diep en breed teruggaan tot het eerste-eeuwse christendom.